# ホームルーム (漫画)
『ホームルーム』は、千代による日本の戦慄学園サイコ・ラブコメ漫画である。講談社が運営するウェブコミック配信サイト『コミックDAYS』にて2018年3月より2020年2月まで毎週木曜日に配信された。全87話。いじめられっ子の女子高生が自分を助けてくれる先生に恋をしていく中で、先生の秘密を知っていくさまを描く。

## 登場人物

### メインキャラクター
愛田 凛太郎（あいだ りんたろう）
本作の主人公。3年2組の担任である英語教師。通称「ラブリン」。軽トラック通勤。
生徒や教師からも信頼を得ている人気者だが、その実態は極度のストーキング体質。一目惚れした幸子のことを昼夜問わずに監視し、毎晩のように夜這いを行っている。
貧しい母子家庭育ち。借金の末、母親が自殺した過去がある。その影響でマザコンに陥っており、幸子にしばしば面影を重ねている。
現在は古民家に住んでいる。
桜井 幸子（さくらい さちこ）
本作のヒロイン。3年2組の女生徒。図書委員会所属。
レンズの大きい黒縁眼鏡をかけている。一見すると地味な出で立ちだが、長身かつ非常にグラマラス。
愛田と同じく母子家庭でアパート住まい。物語終盤、金髪に染めてイメチェンを図る。

### 生徒
丸山 のぶ代（まるやま のぶよ）
幸子の親友。愛称は「マル」。
太めの体型とおかっぱ頭が特徴。歯列矯正をしている。
矢沢 真（やざわ しん）
3年2組の不良男子。三つ編みにしたモヒカンが特徴。
実は愛田に負けず劣らずマザコン。物語終盤、留年が確定する。
矢作（やはぎ）
図書委員長。密かに幸子へ想いを寄せている。
白鳥 奈々（しらとり なな）
生徒会長。通称「鉄の女」。
姫カットが特徴。お堅い家柄の生まれ。
夏目 ゆめ（なつめ ゆめ）
不良女子。常にパーカーを着用している。大の猫好き。
当初は休学扱いだったが、物語中盤から復学する。
竹ノ内（たけのうち）
マルの彼氏。長髪のイケメン男子だが、生粋のブス専。成績優秀であり、実家が裕福。

### 教師
椎名 恵（しいな めぐみ）
養護教諭。喫煙者。幸子からは「マレンゴ」と称されている。
妖艶な風貌。サバサバした性格なものの、かなり目端が利く。以前から愛田を虎視眈々と狙っており、やがて肉体関係を結ぶ。しかし、その後は一貫してドライな対応を取られている。
牛島（うしじま）
体育教師。浅黒い肌と筋肉質な体型が特徴。
森（もり）
愛田の前任者。元担任である小太りな中年男性。

### 親族
愛田の母親（仮称）
故人。
幸子の母親（仮称）
スナックで働いている。

## 書誌情報
- 千代 『ホームルーム』、講談社〈ヤンマガKCスペシャル〉、全8巻
  1. 2018年07月11日発売[講 1]、ISBN 978-4-06-512019-4
  2. 2018年10月10日発売[講 2]、ISBN 978-4-06-513045-2
  3. 2019年02月13日発売[講 3]、ISBN 978-4-06-514553-1
  4. 2019年05月07日発売[講 4]、ISBN 978-4-06-515463-2
  5. 2019年08月08日発売[講 5]、ISBN 978-4-06-516735-9
  6. 2019年11月13日発売[講 6]、ISBN 978-4-06-517720-4
  7. 2020年02月12日発売[講 7]、ISBN 978-4-06-518476-9
  8. 2020年05月13日発売[講 8]、ISBN 978-4-06-519548-2

## テレビドラマ
毎日放送の深夜ドラマ枠「ドラマ特区」でドラマ化された。主演は山田裕貴。MBSテレビでは2020年1月24日から3月27日まで放送された。

### キャスト
- 愛田凛太郎 - 山田裕貴
- 桜井幸子 - 秋田汐梨[4]
- 丸山のぶ代 - 富田望生
- 夏目ゆあ - 横田真悠
- 白鳥奈々 - 大幡しえり
- 竹ノ内忠 - 若林拓也
- 矢作健 - 綱啓永
- 森信一郎 - 前野朋哉
- 椎名恵 - 山下リオ
- 山本星 - 豊原江理佳
- 乾康太 - 渡辺碧斗
- 矢沢真 - ウメモトジンギ
- 恩地先生 - 青山隼

ゲスト
- 杉野遥亮（最終話）

### スタッフ
- 原作 - 千代 『ホームルーム』（講談社「コミックDAYS」連載中）
- 監督 - 小林勇貴
- 脚本 - 継田淳
- オープニング主題歌 - SHE'S「Unforgive」（Virgin Records）
- エンディング主題歌 - パスピエ「まだら」（UNIVERSAL MUSIC ARTISTS）
- 音楽 - 中川孝
- 撮影 - 鈴木啓造
- 編集 - 目見田健
- チーフプロデューサー - 丸山博雄
- プロデューサー - 村島亘、梶原富治
- 制作 - ロボット
- 製作 - 「ホームルーム」製作委員会、毎日放送

### 放送日程
| 各話   | 放送日  | 全国放送日 |
| ------ | ------- | ---------- |
| 第1話  | 1月24日 | 1月25日    |
| 第2話  | 1月31日 | 1月29日    |
| 第3話  | 2月07日 | 2月15日    |
| 第4話  | 2月14日 | 2月29日    |
| 第5話  | 2月21日 | 3月05日    |
| 第6話  | 2月28日 | 3月13日    |
| 第7話  | 3月06日 | 3月21日    |
| 第8話  | 3月13日 | 7月02日    |
| 第9話  | 3月20日 | 7月10日    |
| 最終話 | 3月27日 | 11月30日   |

### 放送局
| 放送期間                                           | 放送時間                     | 放送局       | 対象地域   | 備考          |
| -------------------------------------------------- | ---------------------------- | ------------ | ---------- | ------------- |
| 2020年1月23日 - 3月26日                            | 木曜 23:00 - 23:30           | テレビ神奈川 | 神奈川県   | 1時間59分先行 |
| 2020年1月24日 - 3月27日                            | 金曜 0:59 - 1:29（木曜深夜） | 毎日放送     | 近畿広域圏 | 制作局        |
| 2020年1月25日 - 3月28日                            | 土曜 0:00 - 0:30（金曜深夜） | チバテレ     | 千葉県     |               |
|                                                    | 土曜 0:55 - 1:25（金曜深夜） | RKB毎日放送  | 福岡県     |               |
| 2020年1月28日 - 3月31日                            | 火曜 1:50 - 2:20（月曜深夜） | 静岡放送     | 静岡県     |               |
| 2020年1月30日 - 4月2日                             | 水曜 23:30 - 0:00            | テレ玉       | 埼玉県     |               |
| 【ネット配信】毎日放送放送済の回はTELASAで独占配信 |                              |              |            |               |

### 関連商品
- ホームルーム DVD BOX（2020年7月1日発売、ポニーキャニオン）[8]

| 毎日放送 ドラマ特区   | 毎日放送 ドラマ特区 | 毎日放送 ドラマ特区            |
| 前番組                | 番組名              | 次番組                         |
| --------------------- | ------------------- | ------------------------------ |
| ねぇ、先生知らないの? | ホームルーム        | ピーナッツバターサンドウィッチ |